# Stone Ghost
STONEGHOST ou "Stone Ghost", é um codinome de uma rede operada pela Defense Intelligence Agency (Agência de Inteligência de Defesa)(DIA) dos Estados Unidos para compartilhamento de informações e intercâmbio entre os Estados Unidos, o Reino Unido, o Canadá e a Austrália. Outras fontes dizem que a Nova Zelândia também está participando, e que o Stone Ghost, portanto, conecta e é mantido pelas agências de inteligência de defesa de todos os países do Cinco Olhos.
Stone Ghost não contém informações sobre o Intelink-Top Secret. Ele costumava ser conhecido como Intelink-C e também pode ser chamado de "Q-Lat" ou "Quad link". É uma rede altamente segura com requisitos rígidos de segurança física e digital. A rede hospeda informações sobre temas militares e sobre o SIGINT, inteligência estrangeira e segurança nacional.

## Caso de espionagem canadense de 2012
Oficial de inteligência da Marinha Real Canadense, Sub-Lt. Jeffrey Delisle se declarou culpado em 10 de outubro de 2012 por acusações, inclusive de ter baixado e vendido informações do sistema Stone Ghost para a agência de espionagem russa GRU. Ele foi condenado a 20 anos de prisão, menos tempo cumprido em 6 de fevereiro de 2013 por infringir a Lei de Segurança da Informação.